# Filadelfia (Paraguay)
Filadelfia is de hoofdplaats en een gemeente (in Paraguay un distrito genoemd) van het Paraguayaanse departement Boquerón en ligt 500 km ten noordwesten van Asunción. Het is tevens de hoofdplaats van de belangrijkste mennonietenkolonie (Fernheim) van Paraguay en telt circa 19.000 inwoners waarvan 5000 mennonieten. De grote kerk van de mennonieten telt circa 1.200 zitplaatsen.

## Geschiedenis
Het plaatsje werd gesticht rond 1920, toen grote groepen mennonieten emigreerden vanuit Rusland en Canada. Zij konden in deze landen niet naar hun inzichten hun religie belijden en verlangden naar autonomie, welke ze vonden bij de Paraguayaanse regering. Deze verkocht grote gebieden land op de relatief onbevolkte Chaco Boreal.
Van 1932 tot 1935 woedde er oorlog tussen Paraguay en Bolivia in de regio (de zogenaamde Chaco-oorlog). Hoewel de grootste laatste slag zo'n 30 kilometer ten zuidwesten van Filadelfia plaatsvond, raakte het stadje nauwelijks beschadigd.

## Tegenwoordig
Filadelfia is het centrum van de Paraguayaanse veeteelt. Circa 65% van de totale veeteelt centreert zich in dit gebied. Het stadje kent dan ook een aantal veehandelskantoren.
Hoewel de strikt religieuze leefregels van de mennonieten nog steeds een zwaar stempel drukken op de leefwijzen van de inwoners van Filadelfia, zijn er duidelijk moderne tendensen. Inmiddels is er een grote supermarkt geopend. Het straatbeeld wordt gedomineerd door brommers en fourwheeldrives. Het stadje kent twee hotels en is meer en meer in trek bij toeristen.